# Pedro de Aranda

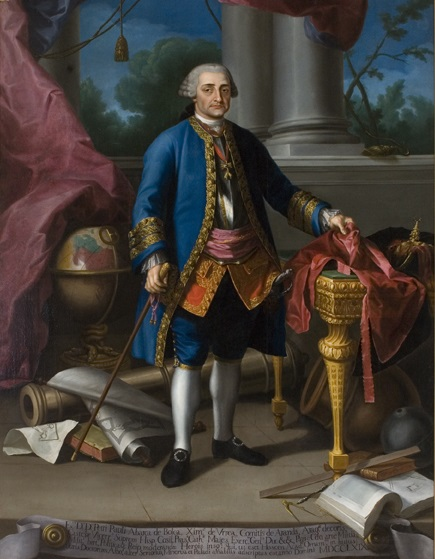
Pedro de Aranda

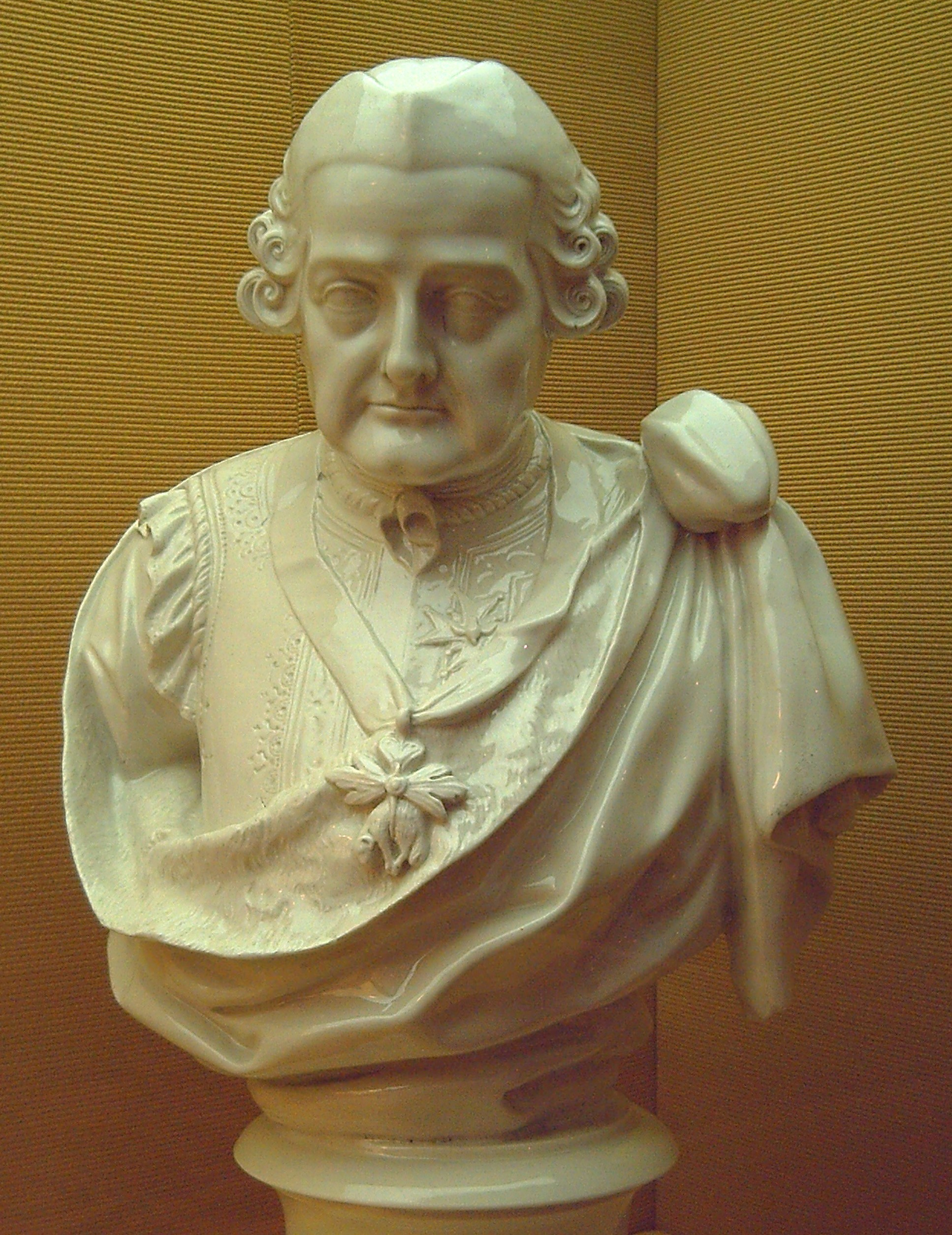
popiersie hrabiego de Aranda z porcelany wykonane w mieście Alcora

Don Pedro Pablo Abarca de Bolea, hrabia Aranda (hiszp: Pedro Pablo Abarca de Bolea, conde de Aranda) (ur. 1 sierpnia 1719, zm. 9 stycznia 1798) – hiszpański mąż stanu i Aragończyk z pochodzenia. W Hiszpanii znany jako: Conde de Aranda. W 1792 był najwyższym urzędnikiem w państwie piastując urząd Primero secretario de Estado (pierwszego sekretarza stanu). Jeden z założycieli hiszpańskiej masonerii i antyklerykał, a także patriota monarchista.

## Życiorys

### 1718–1740
Pedro Pablo Abarca de Bolea urodził się w zameczku w Siétamo w bogatej i wykształconej rodzinie aragońskiej. Rodzina wywodziła się od Żydów, dawno nawróconych na katolicyzm. Kształcił się w seminarium we włoskim mieście Bolonia i w Rzymie. Wiele podróżował. Najważniejsi encyklopedyści znali go z widzenia.
W roku 1740 wstąpił do armii, gdzie jego dowódcami byli z markiz de Montemar i generał Gages. Później wyjechał do Prus, gdzie poznał osobiście Fryderyka Wielkiego, pomieszkał w Paryżu i wrócił do Hiszpanii.

### 1740–1762
W latach 1757–1759 był hiszpańskim ambasadorem w Portugalii, a w latach 1760–1762 w Polsce.
Do Polski przybył w roku 1760. Wysłano go ponieważ Karol III Hiszpański był zięciem Augusta III. Dotychczas nie było hiszpańskich ambasad do Polski. Jako ambasador mało interesował się kwestiami politycznymi, np. rosyjską polityka wobec Polski, lecz za to dbał o zacieśnienie kontaktów handlowych między Hiszpania a Polską. W tym celu odbył nawet podróż do głównego polskiego portu Gdańska.
Podczas pobytu w Polsce jako ambasadora, jego służba pobiła się ze sługami prymasa polski Władysława Łubieńskiego o miejsce przed Pałacem Saskim dla karet ich panów. Sam Aranda sprzeciwił się obyczajowi przepijania z tego samego kielicha wina podczas spotkań towarzyskich. Starał się zmodernizować dawny ceremoniał dyplomatyczny, który jako człowiek oświecenia uważał za zbyt rozbudowany, rubaszny i czasochłonny.

### 1762–1766
Gdy Karol III Hiszpański uciekł do Aranjuez podczas zamieszek (Motín de Esquilache) wywołanych polityką ministra Esquilache (Squilacciego) w 1766, powierzył kierowanie nawą państwa Arandzie. Minister królewski, z pochodzenia Włoch Leopoldo de Gregorio, markiz Esquilache podjął wiele działań mających zwiększyć bezpieczeństwo stolicy, nie spodobały się one jednak ludowi, ponieważ były w jego oczach wymierzone przeciw tradycji. Minister kazał zaniechać noszenia długich płaszcze capas i wielkich kapeluszy sombreros by zwiększyć wykrywalność przestępstw, ponieważ wielu zbójców miejskich chowało w swych szatach noże.
Mieszczanie byli oburzeni na „przeklętego Włocha”, który chce wykorzeniać hiszpańską kulturę. Przedstawili swe postulaty, niszcząc przy tym domy włoskich ministrów. Król Karol III Hiszpański podczas zamieszek uciekł do Aranjuez. Oddelegowany do Madrytu nowy minister Pedro de Aranda – Hiszpan, dość łatwo przekonał mieszczan do krótkich francuskich płaszczy i trójgraniastych kapeluszy.

### 1766–1798
Aranda był zwolennikiem rządu zdecentralizowanego. Uczynił wiele dla pacyfikacji nastrojów i odbudowania prestiżu monarchy. Jako szef rady Kastylii (Consejo de Castilla,) wprowadzał reformy o jakich pisali Voltaire i hiszpańscy „ilustrados”.
Wspierał projekt budowy Kanału Aragońskiego, który wciąż dostarcza wodę do licznych gmin Aragonii i Nawarry i jest używany do nawadniania.
Ofiarą jego polityki podli Jezuici. Zlecił on bowiem państwowym służbom wywiadowczym zbadanie ewentualnego związku Jezuitów z buntem 1766 roku. W efekcie doprowadzono do tego, że zatrzymani zostali ojcowie Gándara i Hermos, a także dawny minister Zenón de Somodevilla y Bengoechea, markiz Ensenada.
W lutym 1767 roku król Karol III Hiszpański wydał dekret o wygnaniu Jezuitów z Hiszpanii.
Jezuitów oskarżono o próby wzniecenia antypaństwowego powstania w koloniach jezuicko-indiańskich w Paragwaju, a generała zakonu Lorenzo Ricciego o organizowanie zamachu stanu w celu obalenia Karola III. Papież Klemens XIV zniósł zakon w 1773 roku.
Aranda zlikwidował też przywileje lokalne (fuero) kościoła i innych instytucji.
José Moñino y Redondo, hrabia de Floridablanca przejął obowiązki Arandy w 1777 roku.

### 1776–1784
W latach 1776–1784 hrabia de Aranda był hiszpańskim ambasadorem w Paryżu.
Napięcia między interesami handlowymi między W. Brytanią a Hiszpania doprowadziły do walki o Malwiny. Minister Jerónimo Grimaldi i Aranda postanowili, że drugi z nich pojedzie do Francji szukać pomocy po utracie przez Hiszpanię Port Egmont. Aranda złożył prezydenturę Consejo de Castilla i w roku 1773 udał się do Paryża. Francja nie mogła jednak mediować, gdyż zanim konflikt się zakończył zaangażowała się (1778) w pomoc dla G. Washingtona. Francuski reprezentant w Paryżu Benjamin Franklin usiłował bliżej zainteresować Adandę sprawami amerykańskimi.
patrz: listy Benjamina Franklina do Arandy.
W 1783 w Paryżu zawarto pokój, między trzema mocarstwami. Minorka powróciła do Hiszpanii. Podczas wojny udało się też wzmocnić obronność Florydy, lecz Gibraltar Brytyjczycy zatrzymali.
W roku 1787 powrócił do Madrytu. Władzę miał już wówczas de Floridablanca.

### 1784–1798
W roku 1792 Aranda znów objął rządy.